# کمیسر آلکس
کمیسر آلکس (لهستانی: Komisarz Alex) یک مجموعهٔ تلویزیونی جنایی لهستانی است که در سال ۲۰۱۲ منتشر شد. این سریال بر اساس سریال اتریشی-ایتالیایی کمیسر رکس ساخته شد.

## گزیدهٔ بازیگران

### اصلی
- مارچین روگاتسویچ
- پیوتر بوندیرا
- اولاف لوباشنکو
- یانوش خابیور
- کاتاژینا زاوادسکا
- کشیشتف گُسوافسکی
- سواوومیر میلچارک

### دوره‌ای و میهمان
- یاتسک کناپ
- بئاتا فیدو
- سیلویا یوشچاک-کراوچیک
- آگنیشکا کاویورسکا
- ماریوش یاکوس
- اوا کانیا
- یاکوب وسووفسکی
- آنتونی پاولیتسکی
- رافائو شیشیتسکی
- ماگدالنا والاخ
- گژگوش ماوِتسکی
- کشیشتف شچپانیاک
- کریستین ویـِچورِک
- مونیکا بوخوویتس
- توماش بورکوفسکی
- کارولینا نولبژاک
- ووجیمیش آدامسکی
- کاژیمیش مازور
- کارول پوخچ
- یاکوب کامینسکی
- میخاو میکووایچاک
- زبیگنیف لِـشِنی
- آنا ماتیشاک
- ماگدالنا روژاینسکا
- بوگوسواوا پاولتس
- کاتاژینا گرابوفسکا
- مارتسل سابات
- ایرنئوش چوپ
- نوربرت راکوفسکی
- آنیتا یانچا
- توماش بواشاک
- زوزانا لیت
- آدام بوبیک
- آلیتسیا یوشکیه‌ویچ
- پشمیسواف استیپا
- آرکادیوش دِتمر
- شیمون پیوتر وارشافسکی
- یان الکساندروویچ-کراسکو
- ماگدالنا تورچنیه‌ویچ
- آندژی نیمیرسکی
- کشیشتف چچوت
- یولانتا یاتسکوفسکا-چوپ
- هوبرت زدونیاک
- نیکودم رزبیتسکی
- آرتور جورمان
- توماش تیندیک
- پیوتر نواک
- دانوتا بورسوک
- یوآنا بالاش
- روبرت کوشوتسکی
- یژی واپینسکی
- باربارا لائوکس
- یاتسک کرول
- داریوش شیاستاچ
- یاتسک بورکوفسکی
- هنریک نیه‌بودک
- کاتاژینا تلائوکا
- اِما گیگژنو
- ماچئی میکووایچیک
- داریوش یاکوبوفسکی
- آلدونا یانکوفسکا
- کامیلا اوژندوفسکا
- ماریوش سانیترنیک
- والدمار بواشچیک
- وویچیخ ویسوتسکی
- میخاو کولا
- دوبرومیر دیمتسکی
- مارتا کلوبوویچ
- آگنیشکا ویندووخا
- پیوتر چیرووس
- روبرت وابیخ
- کریستینا کوئوجِـیچیک
- مونیکا آمبروژاک
- میخاو مِـیِر
- ماریا سماتیوک
- میکووای رُزنرسکی
- آگنیشکا چکاینسکا
- یولیا رسنوفسکا
- لیدیا سادووا
- گژگوش کووالچیک
- ویسواف کوماسا
- آگنیشکا پِشِـپیورسکا
- تومیرا کُوالیک
- کارولینا گورچیتسا
- سواوومیر سولِـی
- داریوش کوردِک
- لئون خارِویچ
- دانیل اولبریخسکی
- پیوتر بوروفسکی
- یوآنا کوپینسکا
- الکساندرا هامکاوو
- آنا چیِشلاک
- توماش شیمشاینر
- ادیتا خِربوش
- پاتریتسیا کازادی
- مارتا دامبروفسکا
- پیوتر ژورافسکی
- یان یانکوفسکی
- بئاتا کافکا
- ماگدالنا کوتا
- وویچیخ کالاروس
- پیوتر استراموفسکی
- وویچیخ چروینسکی
- امیلیا کومارنیتسکا-کلینسترا
- مارتسل شِـتِن‌خِلم
- هانا کوناروفسکا
- اِوا کولاشینسکا
- سباستیان استانکیه‌ویچ
- آرکادیوش یانیچک
- آندژی آندژیفسکی